# Dero vagus
Dero vagus är en ringmaskart som beskrevs av Joseph Leidy 1880. Dero vagus ingår i släktet Dero och familjen glattmaskar. Inga underarter finns listade i Catalogue of Life.